# شی پی پو
شی پی پو (چینی ساده: 时佩璞; پین‌یین: Shí Pèipú ۲۱ دسامبر ۱۹۳۸ – ۳۰ ژوئن ۲۰۰۹) یک خوانندهٔ اپرای چینی اهل پکن بود. او در طول زندگی خود به جاسوسی تبدیل شد که رازهایی را از برنارد بورسیکو، کارمند سفارت فرانسه، در طی یک رابطهٔ جنسی ۲۰ساله به دست آورد که در طی آن توانست بورسیکو را متقاعد کند که او یک زن است. او ادعا کرد که از او صاحب فرزندی شده‌است که اصرار داشت از طریق روابط آنها به دنیا آمده‌است. این ماجرا زمانی که حقایق فاش شد، در فرانسه خبرساز شد.
این رابطه الهام‌بخش نمایشنامهٔ ام. پروانه (۱۹۸۸) دیوید هنری هوانگ آمریکایی بود که در برادوی ساخته شد.

## اوایل زندگی
پدر شی استاد دانشگاه و مادرش معلم بود. او دو خواهر داشت که از او بسیار بزرگ‌تر بودند. شی در کونمینگ در استان جنوب غربی یوننان بزرگ شد و در آن جا زبان فرانسه را آموخت و سپس در دانشگاه یوننان تحصیل کرد و با مدرک ادبیات فارغ‌التحصیل شد. شی در ۱۷سالگی به یک بازیگر و خواننده تبدیل شده بود که به شهرتی دست یافته بود. شی در ۲۰سالگی نمایشنامه‌هایی دربارهٔ کارگران نوشت.

## رابطه با بورسیکو
برنارد بورسیکو در فرانسه متولد شد و ۲۰ ساله بود که به عنوان حسابدار در سفارت فرانسه در پکن مشغول به کار شد. همان‌طور که در دفتر خاطرات خود ثبت شده‌است، بورسکیو قبلاً فقط با دانش آموزان پسر در مدرسه رابطه جنسی داشت ولی می‌خواست یک زن را ببنید و عاشق شود. او اولین بار شی را که در آن زمان ۲۶ ساله بود، در یک جشن کریسمس در دسامبر ۱۹۶۴ ملاقات کرد. مجری لباس مردانه پوشیده بود. شی به خانواده‌های کارگران سفارت چینی آموزش می‌داد. او به بورسیکو گفت که او «یک خواننده زن اپرای پکنی است که مجبور شده بود به عنوان یک مرد زندگی کند تا آرزوی پدرش برای داشتن یک پسر را برآورده کند». این دو به سرعت رابطه جنسی برقرار کردند که در تاریکی رخ داد. شی بورسیکو را متقاعد کرد که یک زن است.
پس از کشف شدن توسط دولت چین، بورسیکو تحت فشار قرار گرفت تا اسناد محرمانه را از ماموریت‌های خود در پکن از سال ۱۹۶۹ تا ۱۹۷۲ و در اولان باتور، مغولستان از ۱۹۷۷ تا ۱۹۷۹ ارائه کند. او بیش از ۵۰۰ سند را دریافت کرد. هنگامی که بورسیکو در خارج از چین مستقر بود، او به ندرت شی را می‌دید، اما آنها رابطه جنسی خود را حفظ کردند. شی بعداً به شی دو دو، کودک چهار ساله ای که شی اصرار داشت پسر آنهاست، به بورسیکو نشان داد.
شی و پسر خوانده اش در سال ۱۹۸۲، پس از اینکه بورسیکو توانست ترتیب ورود آنها به فرانسه را بدهد، به پاریس آورده شدند. بورسیکو توسط مقامات فرانسوی در ۳۰ ژوئن ۱۹۸۳ دستگیر شد و شی نیز اندکی پس از آن دستگیر شد. در هنگام بازداشت پلیس، شی به پزشکان توضیح داد که چگونه اندام تناسلی خود را مخفی کرده‌است تا بورسیکو را متقاعد کند که او یک زن است. و همان‌طور که پزشکان فرانسوی فرستاده شده برای معاینه پی پو کشف کردند، او این توانایی را داشت که بیضه‌های خود را به داخل حفره بدنش بالا برده و آلت تناسلی خود را به عقب برگرداند و توهم آلت تناسلی زنانه را ایجاد کند. او گفت که شی دو دو، پسر ادعایی آنها، از یک پزشک در استان سین کیانگ چین خریداری شده‌است. با کشف حقیقت رابطه آنها، بورسیکو با بریدن گلوی خود اقدام به خودکشی کرد اما جان سالم به در برد. افشای عمومی این رابطه طولانی مدت، بورسیکو را به موضوع تمسخر گسترده در فرانسه تبدیل کرد.

## مجازات
شی و بورسیکوت هر کدام در سال ۱۹۸۶ به اتهام جاسوسی مجرم شناخته شدند و به شش سال زندان محکوم شدند. شی در ۱۰ آوریل ۱۹۸۷ توسط رئیس جمهور فرانسه فرانسوا میتران به عنوان بخشی از تلاش برای کاهش تنش بین فرانسه و چین در مورد آنچه به عنوان یک پرونده «بسیار احمقانه» و غیر مهم توصیف شد، مورد عفو قرار گرفت. بورسیکو در اوت همان سال مورد عفو قرار گرفت.

## سالهای آخر و مرگ
پس از عفو، شی به عنوان یک خوانندهٔ اپرا به اجرای برنامه بازگشت. او تمایلی به در میان گذاشتن جزئیات رابطه خود با بورسیکو نداشت و اظهار داشت که «او همیشه مردان و زنان را مجذوب خود می‌کرد» و «اینکه من چه بودم و آنها چه بودند مهم نبود.» شی در سال‌های بعد به ندرت با بورسیکو صحبت می‌کرد. اما در ماه‌های قبل از مرگ شی، به بورسیکو گفت که هنوز او را دوست دارد.
گفته می‌شود شی ۷۰ ساله بود که در ۳۰ ژوئن ۲۰۰۹ در پاریس درگذشت. از شی پسرخوانده‌اش، شی دو دو، به یادگار مانده‌است که بعداً سه پسر از خود به دنیا آورد. بورسیکو که در یک آسایشگاه فرانسوی از مرگ شی مطلع شد، گفت: «او کارهای زیادی علیه من انجام داد فکر می‌کنم احمقانه است که اکنون بازی دیگری انجام دهم و بگویم غمگین هستم.»